# Chaguinha
Chaguinha ou José Chaguinha, nome artístico de José Gabriel Chagas (São Paulo, 29 de junho de 1931 - Rio de Janeiro, 3 de dezembro de 2014) foi um ator brasileiro. Ficou conhecido nacionalmente por interpretar o porquinho Rabicó no Sítio do Picapau Amarelo, de 1977 à 1986. No programa, também interpretava o personagem "Besouro Um", um dos informantes da boneca Emília. Iniciou a carreira no circo, como “escada” de outros artistas como Arrelia. Ainda na década de 50, estudou na Escola de Arte Dramática da atriz Vida Alves e logo começou a trabalhar como ator em rádio e em teatro. Na década de 60, foi para a televisão, onde trabalhou na TV Tupi e na TV Record, sobretudo em teleteatros. Sua primeira novela na Rede Globo foi Estúpido Cupido, em 1976. Também atuou em várias novelas, programas e minisséries da emissora, como Final Feliz, Champagne, Um Sonho a Mais, Tieta, Anos Dourados, O Sorriso do Lagarto, Perigosas Peruas, Você Decide, Por Amor, Senhora do Destino e Sete Pecados.
Morreu em dezembro de 2014, aos 83 anos. A causa de sua morte não foi revelada.[carece de fontes?]